# Serra Negra (Cap Verd)
Serra Negra és un turó a la part oriental de l'illa de Sal a Cap Verd. La seva elevació màxima és de 102,5 metres. S'estén aproximadament 2,5 km al llarg de la costa est de l'illa. El promontori Ponta da Fragata està situat al peu del turó. La localitat més propera és Murdeira, cap a l'oest. La muntanya forma part d'una àrea protegida com a reserva natural.